# Emozioni in musica
Emozioni in musica è una raccolta di Roberto Vecchioni edita da De Agostini per l'omonima serie del 1992.

## Tracce
1. A te – 4:13
2. Calabuig – 1:12
3. Per un vecchio bambino – 7:41
4. I poeti – 6:11
5. Alighieri – 7:23
6. Tutta la vita in un giorno – 2:50
7. Canzone per Sergio – 5:25
8. Due giornate fiorentine – 6:48
9. L'ultimo spettacolo – 8:31
10. Vaudeville – 1:44